# Alan, Haute-Garonne
Alan är en kommun i departementet Haute-Garonne i regionen Occitanien i södra Frankrike. Kommunen ligger i kantonen Aurignac som tillhör arrondissementet Saint-Gaudens. År 2022 hade Alan 289 invånare.

## Befolkningsutveckling
Antalet invånare i kommunen Alan
Referens:INSEE